# یونیتی، ساسکاچوان
یونیتی، ساسکاچوان (به انگلیسی: Unity, Saskatchewan) یک منطقهٔ مسکونی در کانادا است که در ساسکاچوان واقع شده‌است. یونیتی ۲٬۵۷۳ نفر جمعیت دارد.